# Château d'Oze
Le château d'Oze, ou castel d'Oze, est un château médiéval situé à Sénezergues dans le Cantal dont il ne reste que les vestiges d'une tour, quelques murailles, et un belvédère sur les gorges de l'Auze.
C'était une place relevant comme fief de la chatellenie de Calvinet, et comme arrière-fief de la vicomté de Carlat. C'est là qu'est née une célèbre troubadoure, connue comme la dame du Casteldoze.

## Description

### Extérieur
Situé sur une hauteur dominant la rive droite de l'Auze, le château est attesté au milieu du XIIe siècle et ne subsiste qu'à l'état de vestiges.
L'ensemble était entouré de deux enceintes flanquée de tours pour le protéger du côté plateau, l'autre côté étant plus difficile d'accès à cause des pentes abruptes de la vallée.
Il a cessé d'être habité après la guerre de Cent Ans.

## Historique
Longtemps associé au fief de Sénezergues, il a appartenu successivement à plusieurs familles :

### Famille d'Escaffre
- Ugho Escafred, cité en 1010, teste en 1023.

### Famille de La Roque-Sénezergues
- Na de Castel d'Oza, trobairitz
- Archambaud de La Roque, dit le Belliqueux, hérite du fief d'Oze et teste en 1281.
- François de La Roque rend hommage pour Sénezergues, Castel d'Oze, Cabanes en 1668 au vicomte de Carlat, en 1669 au roi.
- Françoise de La Roque-Sénezergues, dernière du nom, sa petite fille, apporte en 1721 Sénezergues, Cabanes et Oze à Arnaud de Cadrieu.
- Charlotte de Guiscard, sa petite-fille, apporte en 1773 Sénezergues et Oze au marquis de Durfort-Boissières, puis les vend pour 200 000 livres à :
- Géraud-Gabriel Verdier du Barrat, conseiller au Présidial d'Aurillac.